# Conjetura de Grimm
En matemáticas, y, en particular, en teoría de números, la conjetura de Grimm establece que a cada elemento de un conjunto de números compuestos se puede asignar un número primo que lo divide, de forma que cada uno de los números primos elegidos es distinto de todos los demás. La conjetura fue publicada por vez primera en American Mathematical Monthly, 76(1969) 1126-1128.

## Enunciado formal
| Sean {\displaystyle n+1,n+2,...,n+k} números compuestos, entonces existen números primos {\displaystyle p_{i}}, distintos entre sí, tales que {\displaystyle p_{i}\|(n+i)} para {\displaystyle 1\leq i\leq k}. |

## Versión más débil
Una versión más débil de la conjetura, aunque también sin demostración conocida, dice así:
| Si en el intervalo {\displaystyle [n+1,n+k]} no hay ningún número primo, entonces {\displaystyle \prod _{x\leq k}(n+x)} tiene al menos k factores primos distintos. |